# الوشز (مذيخرة)

تعديل مصدري - تعديل

الوشز محلة تابعة لقرية سوق النجد، التابعة لعزلة حليان بمديرية مذيخرة إحدى مديريات محافظة إب في الجمهورية اليمنية.، بلغ تعداد سكانها 120 حسب تعداد اليمن لعام 2004.